# Харагун-Саранка
Харагу́н-Сара́нка (рос. Харагун-Саранка) — село у складі Хілоцького району Забайкальського краю, Росія. Входить до складу Харагунського сільського поселення.

## Історія
Село утворено 2014 року шляхом виділення із села Харагун.